# Pavel Josef Vejvanovský

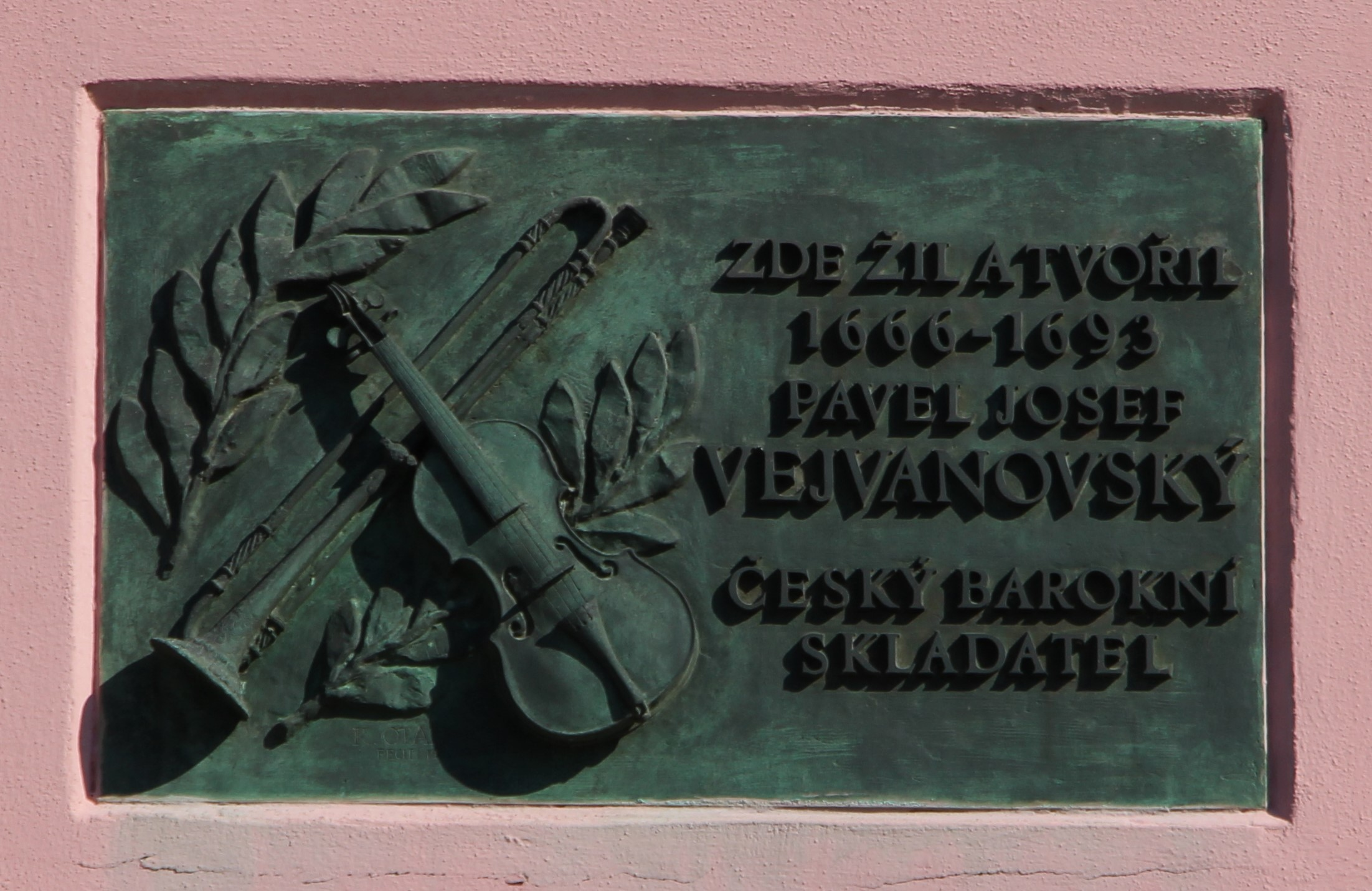
plakette op geboortehuis

Pavel Josef Vejvanovský (Hlučín, Moravië, 1633 (of: 1639) – Kroměříž, Moravië,  24 juli 1693) was een Tsjechisch componist, dirigent, trompettist, organist en koorleider ("Cori praefectus" aan de Sint Mauritiuskerk).

## Levensloop
De precieze geboortedatum van Vejvanovský is niet bekend. Aan het door de Jezuïeten geleide college in Opava, (Duits: Troppau), Moravië studeerde hij van 1656 tot 1660 en daar kwam zijn enorme muziektalent al naar voren. Hij begon met studies in Wenen.
In 1664 werd hij lid van de kapel van de bisschop van Olomouc Karl von Lichtenstein-Kastelkorn die in de zomerzetel, het kasteel van Kroměříž (nu: Palais van de Přemysliden) musiceerde. Deze kapel stond nog tot 1670 onder leiding van Heinrich Ignaz Franz Biber. Vejvanovský werd in 1670 de opvolger van Biber als dirigent van dit prestigieuze ensemble en hij bleef in deze functie tot zijn overlijden. Verder was hij "Cori praefectus" aan de Sint-Mauritiuskerk. 
Als componist schreef hij kerkelijke en profane werken. Daarnaast was hij vorstelijke trompetvirtuoos, en daarom noemde hij zich als leider van de kapel ook "Tubicen campestris".

## Composities

### Missen en gewijde muziek
- Missa florida, voor gemengd koor en orkest (2 clarini, 3 trombones, 2 violen, altviool, cello en contrabas)
- Ofertorium, voor orkest en klavecimbel

### Kamermuziek
- 1665 Sonata Vespertina, voor 2 clarini, 3 trombones, 2 violen en orgel
- 1666 Sonata secunda in C a 6, voor zes strijkes en orgel
- 1666 Sonata in C a 10, voor twee clarini, twee trombones, strijkers en orgel
- 1666 Sonata in C a 7, voor vijf strijkers, twee clarini en orgel
- 1666 Sonata Paschalis in C, voor twee violen, altviool, cello en orgel
- 1666 Sonata in C a 7, voor twee clarini, strijkers en orgel
- 1667 Sonata "La Posta" in C, voor drie trombones, drie strijkers en orgel
- 1670 Serenate in C, voor twee clarini, strijkers en orgel
- 1674 Sonata natalis, voor 2 clarini, 9 violen, 3 altviolen, 3 celli, 2 contrabassen en orgel
- 1680 Serenata in C, voor strijkers, koperblazers en orgel
- 1684 Sonata Venatoria in Re-major, voor 2 clarini, 2 violen, altviool en orgel
- 1692 La Offertut ad duos choros, voor orkest en basso continuo
- Balletti a 5, voor 2 violen, altviool, cello, contrabas en orgel
- Balletti per il carnuale, suite voor 2 hobo's, 2 trompetten, 2 violen, altviool, cello, contrabas en klavecimbel
- Balletti Pro Tabula, voor 2 clarini, 2 violen, 2 altviolen, cello en orgel
- Harmonia romana, voor 2 violen, altviool, cello, contrabas en klavecimbel
- Intrada, voor 3 hobo's, fagot, 2 violen, altviool en orgel
- Intrada B groot, voor 2 trompetten, trombone en orgel
- Intrada, voor twee trompetten en pauken
- Sonata a 4 sol minore, voor trompet en piano
- Sonata à 6, voor 2 violen, 2 cornetten, clarino, altviool en orgel
- Sonata a 6 campanarum, voor 2 violen, altviool, cello, contrabas en orgel
- Sonata a 8 Sancti Petri et Pauli
- Sonata Ittalica à 12, voor 3 violen, 2 cornetten, 3 clarini, 4 altviolen en orgel
- Sonata per quattro, voor trompet, 2 violen, altviool, cello, contrabas en orgel
- Sonata prima a 5, voor 2 violen, altviool, cello, contrabas en orgel
- Sonata laetitiae, voor strijkers en klavecimbel
- Sonata Sancti Mauritii, voor 2 clarini, 2 violen, 2 altviolen en orgel
- Sonata sancti spiritus, voor 2 violen, altviool, cello, contrabas en orgel
- Sonata Tribus Quadrantibus, voor clarino, viool, trombone en orgel

- Bibsys: 4006464
- Biblioteca Nacional de España: XX1597373
- Bibliothèque nationale de France: cb14829262s (data)
- Gemeinsame Normdatei: 119296217
- International Standard Name Identifier: 0000 0001 0980 1013
- Library of Congress Control Number: n83175329
- Nationale Bibliotheek van Letland: 000151975
- MusicBrainz: 0396b09f-3510-428b-9240-61c7247a776d
- Nationale Bibliotheek van Tsjechië: jo20000069671
- Nationale Bibliotheek van Israël: 987007336574705171
- Nederlandse Thesaurus van Auteursnamen: 097408336
- SNAC: w6431mx1
- Système universitaire de documentation: 086274740
- Virtual International Authority File: 2658092
- WorldCat: E39PBJjCW7xF9FK96XFJK3Hpyd